# Julus pubescens
Julus pubescens är en mångfotingart som beskrevs av Karsch 1881. Julus pubescens ingår i släktet Julus och familjen kejsardubbelfotingar. Inga underarter finns listade i Catalogue of Life.